# 山野光
山野光（日语：やまの ひかる、2002年11月11日—），日本的演員、舞者。隸屬於Will-B International inc.。出生於日本大阪府，身高約183公分。

## 簡歷
- 2018年演出三麗鷗彩虹樂園之2.5次元音樂劇「MEMORY BOYS〜回憶賣店〜」2期Team FORTE之Serenade一角。[1]
- 2020年演出音樂劇「新網球王子」The first stage之網音男孩（テニミュボーイズ）。[1]

## 人物
- 特技為舞蹈，啟蒙舞蹈類型為爵士舞及現代舞。

## 演出

### 舞台
- 三麗鷗彩虹樂園「MEMORY BOYS〜回憶賣店〜（MEMORY BOYS〜想い出を売る店〜）」（2018年9月28日 - 2019年3月12日，精靈劇場） - 飾演 Serenade[2]
- THE CONVOY SHOW vol.39「ATOM」（2020年8月14日 - 30日，SPACE ZERO 等）[3]
- 音樂劇「新網球王子」The first stage（2020年12月12日 - 2021年2月14日，日本青年館Hall 等） - 擔任 網音男孩（テニミュボーイズ）[4]
- 音樂劇「IN THE HEIGHTS」（2021年3月27日 - 4月28日，TBS赤阪ACT劇場 等） - 飾演 Graffiti Pete[5]
- 音樂劇「唐璜」（2021年10月7日 - 11月6日，梅田藝術劇場 Main Hall 等） - 擔任 助演
- THE CONVOY SHOW vol.41「コンボ・イ・ランド」（2021年12月10日 - 31日，SPACE ZERO 等）[6]
- 舞台「神隱少女（千と千尋の神隠し）」（2022年2月 - 7月，帝國劇場 等）- 擔任 助演[7]
- 音樂劇「伊麗莎白（エリザベート）」（2022年10月9日 - 2023年1月31日，帝國劇場 等）- 擔任 死神舞者（トートダンサー）[8]
- 奇蹟☆舞台「三麗鷗男子」〜KIRAKIRA KANSAI PARADE #世界酷洛米化計畫 ～（2023年3月24日 - 4月16日，AiiA 2.5 Theater Kobe 等） - 飾演 白谷恭也[9]
- 35th Anniversary THE CONVOY SHOW vol.42「コンボ・イ・ランド」（2023年6月16日 - 20日，東京建物Brillia HALL）[10]
- 舞台「神隱少女（千と千尋の神隠し）」（2023年8月13日 - 8月26日，御園座）- 飾演 無臉男[11]
- 神秘・音樂劇「室友與解謎」（ミステリ・ミュージカル「ルームメイトと謎解きを」）（2023年11月18日 - 26日，Sunshine Theatre） - 飾演 棗誠之助
- 梅棒 17th Mystery「新郎是迷偵探-THE FINAL-（花婿は迷探偵 -THE FINAL-）」（2023年11月18日 - 26日，Sunshine Theatre）
- 舞台「神隱少女（千と千尋の神隠し）」（2024年3月11日 - 6月19日，帝國劇場 等；8月4日 - 24日，倫敦大劇院）- 飾演 無臉男
- BOLERO -最終章-（2024年7月18日 - 25日，有樂町讀賣Hall ；7月30日 - 31日，Sky Theater MBS）

### 舞蹈演出
- XFLAG PARK 2018 - 開幕舞者、歡迎舞者（2018年）
- 中國大使館主辦 - 國慶節開幕慶典舞者
- Rude-a 個人live『22』- 伴舞（2019年7月13日、梅田Shangri-La / 7月15日，澀谷CLUB QUATTRO）
- 世界盃橄欖球賽2019開幕式 - 神之舞者（2019年9月20日）
- 一般社團法人現代舞踊協會主辦・新進舞踊家海外研修員之現代舞踊公演 池田美佳作品（2019年12月25日 - 26日，新國立劇場 小劇場）
- 米津玄師 2020 TOUR/HYPE - 伴舞（2020年2月1日 - 4月5日）

### 其他
- 江崎固力果papico廣告 「Reflash & Go」篇　(2022.5)

## 外部連結
- 山野光 事務所個人介紹
- 山野光的X（前Twitter）
- 山野光官方部落格